# Andreas Buntscheck
Andreas Buntscheck (* 30. November 1985 in Rosenheim) ist ein deutscher Schauspieler.

## Leben
Buntscheck stammt aus Riedering, wo er auch aufwuchs. Die Schauspielerei war schon früh sein Hobby. Seine künstlerische Karriere begann er als Bühnenmusiker und Schauspieler am Münchner Volkstheater. Er spielte Flügelhorn bei den „Jungen Riederinger Musikanten“, die bei ihren Auftritten im Münchner Volkstheater verschiedene Stücke musikalisch untermalten. Als Schauspieler trat er am Münchner Volkstheater unter der Regie von Christian Stückl u. a. in Geierwally (2003–2004), in Der Räuber Kneissl (2004–2005; als Mecki) und in Der Brandner Kaspar und das ewig’ Leben (2005–2007; als Engel/Dorfjunge) auf.
Im Jahr 2005 spielte er die Hauptrolle in den Kinofilm Grenzverkehr. Er verkörperte Wolfgang „Wong“ Schlittmeier, einen 16-jährigen Jugendlichen aus Niederbayern, der mit zwei Kumpels nach Tschechien fährt, um dort in einem Bordell „sein erstes Mal“ zu erleben. Für die Hauptrolle bekam er 2006 eine Nominierung als „Bester Nachwuchsschauspieler“ beim Förderpreis Deutscher Film. 2006 stand er für den deutsch-österreichischen Fernsehfilm Die Verzauberung vor der Kamera. Er spielte den jungen Sebastian, der überraschend seine Freundin Theresa im Urlaub auf der Alm besucht. Es folgten kleine Rollen in Marcus H. Rosenmüllers beiden Filmen Beste Zeit (2007) und Beste Gegend (2008).
Buntscheck war zu dieser Zeit noch ganz regulär als selbständiger Versicherungsmakler in einem Versicherungsbüro in Rosenheim tätig. Von 2008 bis 2010 nahm er dann Schauspiel- und Sprechunterricht bei der Schauspielerin Gerlind Ahnert.
In dem Kinofilm Tannöd (2009) spielte er den jungen Hansl, der die Leichen der ermordeten Großfamilie sieht, am Ende des Films schließlich psychisch völlig am Ende ist und dem Alkohol verfällt. In dem deutsch-österreichischen Fernsehfilm Der Kaktus (2013) spielte er den jungen Patrick Patrick Cronpichel, der mit seinem Vater völlig zerstritten ist.
Mehrfach war er in der ZDF-Krimiserie SOKO 5113 zu sehen: 2006 (als tatverdächtiger Dorfbursche Martin Benz jr.), 2008 (als Mathias Seiderer, Freund der getöteten Studentin Mia Küfner) und 2013 (als Bildhauer Ludwig Weidinger, Sohn des Bäckermeisters und Opfers Josef Weidinger).
Buntscheck hatte auch Episodenrollen u. a. in den Serien SOKO Kitzbühel (2008; als Schüler Jan Winter), Die Rosenheim-Cops (2011; als Stephan Grassl, Mitarbeiter im Feinkostladen Kiermeier), Der Alte (2011; als Leo Wiringer, dessen Freundin Opfer eines Verkehrsunfalls wurde) und Die Garmisch-Cops (2012; als Skispringer Ludwig Steinhauser).
Andreas Buntscheck lebt in München und Rosenheim. In seiner Freizeit spielt er Trompete und Eishockey und fährt Alpinski.

## Filmografie (Auswahl)
- 2005: Grenzverkehr
- 2006: SOKO 5113 (Fernsehserie; Folge: Der Tod unter dem Maibaum)
- 2007: Beste Zeit
- 2007: Die Verzauberung (Fernsehfilm)
- 2008: Beste Gegend
- 2008: SOKO Kitzbühel (Fernsehserie; Folge: Intensivstation)
- 2008: SOKO 5113 (Fernsehserie; Folge: Tod in bester Lage)
- 2008: Mein Gott, Anna! (Fernsehfilm)
- 2009: Tannöd
- 2011: Der Kaiser von Schexing
- 2011: Die Rosenheim-Cops (Fernsehserie; Folge: Musik ist Mord)
- 2011: Der Alte (Fernsehserie; Folge: Kaltes Grab)
- 2012: Die Garmisch-Cops (Fernsehserie; Folge: Finks letzter Flug)
- 2013: Der Kaktus (Fernsehfilm)
- 2013: SOKO 5113 (Fernsehserie; Folge: Bäckersterben)
- 2014: Impuls (Kurzfilm)
- 2014: Hubert und Staller (Fernsehserie; Folge: Dicke Luft)
- 2019: Brecht